# Likörfabrik & Weinhandlung Julius Kahlbaum

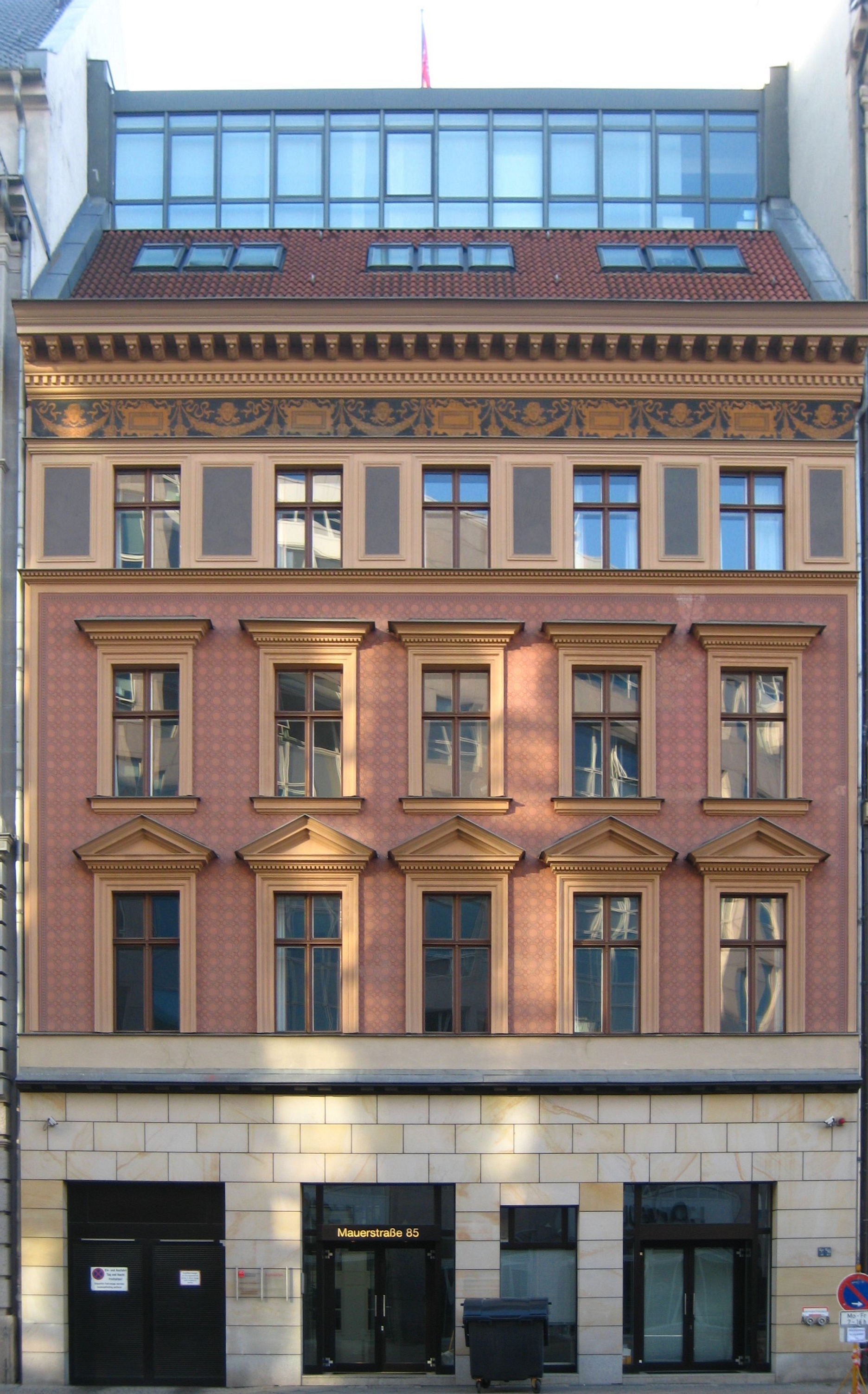
Fassade des Gebäudes in der Mauerstraße

Die Likörfabrik & Weinhandlung Julius Kahlbaum ist eine im Jahr 1709 gegründete Berliner Firma, die zwischen 1937 und 1990 in einem denkmalgeschützten Gebäude aus dem 19. Jahrhundert in der Mauerstraße im Ortsteil Mitte ihren Sitz hatte. Das rund 60 Jahre genutzte Haus steht am Bethlehemkirchplatz. Die offizielle Bezeichnung des Baudenkmals leitet sich von der ansässig gewesenen Firma ab.

## Firmengeschichte
Im Jahr 1709 wurde in Alt-Berlin eine Julius-Kahlbaumsche Probierstube eröffnet. Dieses Jahr gilt damit als Gründungsdatum der Likörfabrik und Weinhandlung Julius Kahlbaum.
Unter dem Namen des Gründers wurde die Likör- oder Spritfabrik, ursprünglich in der Mauerstraße 51 angesiedelt, stetig an die nächste Generation vererbt. Ab etwa 1930 annoncierte der damalige Inhaber Hermann Schmidt als Likörfabrik, Fruchtsaftpresserei und Weingroßhdlg. Julius Kahlbaum.
Im Jahr 1937 zog das Unternehmen Julius Kahlbaum in das hier beschriebene Gebäude in der Mauerstraße 85 um. Selbst lange nach dem Zweiten Weltkrieg konnten in den Erdgeschossräumen Alkoholika verkostet und erworben werden. Unter anderem eröffnete hier 1952 – in Anlehnung an die Firmengründung – die Alte Julius Kahlbaumstube. Auch in den 1960er Jahren war Julius Kahlbaum vor Ort präsent. Allerdings wurde die Firma Ende der 1970er Jahre Teil des VEB Bärensiegel Berlin. Sie trat nun als Gaststätte des Getränkekombinats Berlin „Kahlbaumstube“ auf. Im Gastraum konnten Besucher auch Getränke „außer Haus“ kaufen.
Erst nach dem Mauerfall und der deutschen Wiedervereinigung gaben die Händler an dieser Stelle das Geschäft auf.

## Geschichte des Gebäudes
Christian Schmidt, ein Berliner Lehrer, ließ hier in der Mauerstraße einen Neubau errichten, der anfangs keine Seitenflügel aufwies. Er versicherte das Bauwerk 1824 bei der Berliner Feuersozietät. 1835 erwarb der Schulvorsteher Friedrich Samuel Draeger das Anwesen und ließ das Vorderhaus bis 1839 auf vier Etagen aufstocken sowie rechts einen dreigeschossigen Seitenflügel anfügen. Der Umbau fand im Kontext der städtebaulichen Veränderung der Friedrichstadt statt, wo in der ersten Hälfte des 19. Jahrhunderts zunehmend höhergeschossige Wohnhäuser meist zweigeschossige barocke Gebäude ersetzten. Von dieser Wohnbebauung sind in der Friedrichstadt nur wenige Zeugnisse erhalten geblieben. Im Erdgeschoss befand sich die Spirituosenhandlung.
Im Jahr 1875 wurde das Gebäude im Auftrag des neuen Eigentümers Wilhelm Schulz, eines Malermeisters, erneut erweitert. Schulz ließ ein viergeschossiges Quergebäude anfügen. Gleichzeitig erhielt das Vorderhaus eine aufwendige Fassadenbemalung, bei der inkrustierte Tonplatten rot grundiert und mit aufgemalten Fugenstrichen und Ornamenten im Stil der Neorenaissance versehen wurden. Schulz hat die Malerarbeiten möglicherweise selbst ausgeführt. Auch die Innenräume des ersten Obergeschosses erhielten Schablonenmalereien, hier im spätklassizistischen Stil.
Ab dem Jahr 1937 findet sich im Parterre die Likörfabrik und Weinhandlung Julius Kahlbaum.
Die Fassadenbemalung am Vorderhaus wurde bei der Restaurierung des Gebäudes in den Jahren 1994–1996 wiederhergestellt. Es handelt sich um eines der wenigen erhaltenen Berliner Beispiele dekorativer Fassadenmalerei aus dem 19. Jahrhundert. Seitdem beherbergt das Gebäude mehrere Dienstleistungsunternehmen, darunter die Berliner Vertretung der Seniorenbetreuung Kursana der Dussmann-Gruppe.